# Стоунхендж
Стоунхендж е най-известният мегалитен паметник в света – кромлех с диаметър около 100 метра. Намира се в средата на равнината Солсбъри в графство Уилтшър, Кралство Великобритания.
В градежа са използвани две вида скали: местни пясъчници, "сарсен" и базалтови "сини камъни", чийто произход е локализиран на около 200 км. в западна посока. В началото на 2021 г. група изследователи от Англия, работила върху историята на паметника, съобщава че е идентифицирала мястото където кромлеха е бил изграден първоначалнo. Недвусмислено е съвпадението на диаметъра, ориентацията, няколко дупки с характерна форма и каменни остатъци.
Стоунхендж и мегалитите са включени в Списъка на световното наследство на ЮНЕСКО

## История
Стоунхендж е местност във Великобритания, близо до Солсбъри, в която е открито едно от най-монументалните палеоисторически светилища, вероятно посветено на Слънцето, с древен некропол. Изградено е от монолитни плочи и стълбове, образуващи концентрични кръгове. Датира в периода на бронзова епоха 30 – 21 век пр. н.e. Ориентирането на елементите спрямо точката на изгрева при слънцестоене е начин по-естествен път да се установи настъпването на това астрономическо събитие. Това е особено значим момент от годината, при който са били изпълнявани ритуали.

### Археологически разкопки и реставрация
По сведения на археолози, проучванията ги отвели до неолитно село с малък каменен кръг, наподобяващ Стоунхендж, в близост до река Ейвън. Двете древни исторически реликви били свързани с широка каменна алея. Следователно паметникът е завършекът на землените структури, датиращи вероятно много преди построяването на самите Сини Камъни, за които се предполага, че са израз на древни вярвания и ритуали (понеже при разкопки са намерени животински и човешки кости).

### Схематично описание и хронология[3]
Останките на мегалитната структура позволяват да се установи, че тя е изграждана и модифицирана в течение на повече от 1000 години, започвайки приблизително около 3000 г. пр.н.е. Разглеждана от вън навътре, най-далеч от центъра е запазен концентричен ров с насипи пръст от двете страни. В близост до вътрешната страна се установява един кръг от около 60 ями, запълнени с каменни останки, т.нар. "дупки на Обри". С радиус от 30м. около центъра се намират останките от каменен ринг, носен от 30 масивни варовикови къса. Във вътрешноста на ринга са най-внушителните камъни от Стоунжендж, които са представлявали пет "арки", наричани най-често "трилити", разположени в конфигурация на подкова. Около самия център са запазени т.н. сини камъни, образували неправилен овал.
Най-ранни дати са установени изкопаването за рова и сините камъни. По всичко личи че тези камъни са били премахнати за известно време, докато са изградени арките, а след тях и пръстена от варовици. По-късно са възстановени, но подробностите около тях остават неясни.